# Айфель-Битбург-Прюм (район)
Айфель-Битбург-Прюм (нем. Eifelkreis Bitburg-Prüm) — район в Германии. Центр района — город Битбург. Район входит в землю Рейнланд-Пфальц. Занимает площадь 1626,12 км². Население — 95 762 чел. Плотность населения — 59 человек/км².
Официальный код района — 07 2 32.
Район подразделяется на 235 общин.

## Города и общины
1. Битбург (12 901)

Управление Арцфельд
1. Арцфельд (1 315)
2. Дакшайд (159)
3. Данен (362)
4. Далайден (905)
5. Дасбург (230)
6. Айльшайд (42)
7. Эшфельд (182)
8. Ойшайд (155)
9. Гроскампенберг (169)
10. Харгартен (95)
11. Харспельт (83)
12. Херцфельд (40)
13. Ирхаузен (233)
14. Юккен (176)
15. Кесфельд (93)
16. Киккесхаузен (37)
17. Кинценбург (41)
18. Краучайд (256)
19. Ламбертсберг (340)
20. Лашайд (70)
21. Лауперат (123)
22. Лайденборн (167)
23. Лихтенборн (356)
24. Лирфельд (86)
25. Люнебах (566)
26. Люцкампен (395)
27. Мандершайд (46)
28. Мауэль (69)
29. Мерльшайд (39)
30. Нидерпиршайд (44)
31. Оберпиршайд (379)
32. Ольмшайд (148)
33. Пинтесфельд (43)
34. Плючайд (309)
35. Прайшайд (174)
36. Райф (54)
37. Райпельдинген (79)
38. Рошайд (68)
39. Зенгерих (21)
40. Зефениг (61)
41. Штрикшайд (32)
42. Итфельд (488)
43. Ваксвайлер (1 119)

Управление Битбург-Ланд
1. Баустерт (539)
2. Беттинген (1 013)
3. Биккендорф (488)
4. Бирсдорф-ам-Зее (561)
5. Биртлинген (71)
6. Брехт (252)
7. Бриминген (68)
8. Далем (248)
9. Доккендорф (189)
10. Дудельдорф (1 062)
11. Эхтерсхаузен (106)
12. Эленц (467)
13. Энцен (48)
14. Эслинген (57)
15. Файльсдорф (35)
16. Флиссем (692)
17. Гондорф (298)
18. Хальсдорф (95)
19. Хам (17)
20. Хайленбах (129)
21. Хизель (17)
22. Хюттершайд (219)
23. Хюттинген-на-Килле (347)
24. Иденхайм (449)
25. Идесхайм (406)
26. Ингендорф (229)
27. Лиссем (91)
28. Меккель (383)
29. Мессерих (509)
30. Меттерих (471)
31. Мюльбах (107)
32. Наттенхайм (516)
33. Нидерстедем (227)
34. Нидервайлер (83)
35. Оберстедем (80)
36. Обервайлер (148)
37. Обервайс (562)
38. Ольсдорф (99)
39. Риттерсдорф (1 386)
40. Рёль (437)
41. Шарфбиллиг (73)
42. Шлайд (383)
43. Зефферн (341)
44. Зеффервайх (234)
45. Штоккем (85)
46. Зюльм (470)
47. Тримпорт (302)
48. Ветлинген (50)
49. Вирсдорф (216)
50. Висмансдорф (797)
51. Вольсфельд (800)

Управление Иррель
1. Альсдорф (389)
2. Боллендорф (1 593)
3. Эхтернахербрюк (646)
4. Айзенах (427)
5. Эрнцен (427)
6. Фершвайлер (891)
7. Гильцем (557)
8. Хольстум (561)
9. Иррель (1 406)
10. Кашенбах (59)
11. Меннинген (196)
12. Минден (161)
13. Нидервайс (213)
14. Пеффинген (224)
15. Прюмцурлай (555)
16. Шанквайлер (193)
17. Валлендорф (393)

Управление Кильбург
1. Бадем (1 088)
2. Балесфельд (209)
3. Бурбах (652)
4. Эттельдорф (26)
5. Гиндорф (322)
6. Грансдорф (307)
7. Кильбург (997)
8. Кильбургвайлер (118)
9. Мальберг (640)
10. Мальбергвайх (389)
11. Найденбах (899)
12. Нойхайленбах (268)
13. Оберкайль (608)
14. Орсфельд (162)
15. Пиклиссем (295)
16. Санкт-Томас (306)
17. Зайнсфельд (174)
18. Штайнборн (232)
19. Уш (70)
20. Вильзеккер (197)
21. Цендшайд (148)

Управление Нойербург
1. Афлер (30)
2. Альчайд (97)
3. Аммельдинген-на-Оуре (9)
4. Аммельдинген-Нойербург (288)
5. Баулер (71)
6. Беркот (87)
7. Бершайд (66)
8. Бисдорф (252)
9. Бург (22)
10. Даувельсхаузен (91)
11. Эммельбаум (75)
12. Фишбах-Оберраден (58)
13. Гайхлинген (383)
14. Гемюнд (21)
15. Гентинген (59)
16. Хайльбах (134)
17. Хербстмюле (33)
18. Хоммердинген (52)
19. Хюттен (50)
20. Хюттинген-Лар (115)
21. Карлсхаузен (356)
22. Кеппесхаузен (22)
23. Кёрперих (1 104)
24. Коксхаузен (110)
25. Крухтен (397)
26. Лар (180)
27. Лаймбах (65)
28. Меттендорф (1 123)
29. Муксерат (51)
30. Назинген (45)
31. Нойербург (1 539)
32. Нидергеклер (46)
33. Нидерраден (38)
34. Ниель (63)
35. Нусбаум (448)
36. Обергеклер (163)
37. Плашайд (69)
38. Родерсхаузен (187)
39. Рот-на-Оуре (183)
40. Шайтенкорб (27)
41. Шойерн (49)
42. Зефениг-Нойербург (51)
43. Зинспельт (452)
44. Иберайзенбах (51)
45. Упперсхаузен (73)
46. Утшайд (500)
47. Вальдхоф-Фалькенштайн (38)
48. Вайдинген (191)
49. Цвайфельшайд (48)

Управление Прюм
1. Аув-Прюм (670)
2. Блайальф (1 191)
3. Брандшайд (340)
4. Бухет (272)
5. Бюдесхайм (621)
6. Дингдорф (98)
7. Фойершайд (363)
8. Флеринген (339)
9. Гисдорф (122)
10. Гонденбрет (509)
11. Грослангенфельд (150)
12. Хабшайд (566)
13. Хекхушайд (150)
14. Хайсдорф (103)
15. Херсдорф (410)
16. Клайнлангенфельд (149)
17. Лазель (336)
18. Масторн (69)
19. Матцерат (53)
20. Мютцених (121)
21. Нойендорф (104)
22. Нидерлаух (50)
23. Нимсхушайд (292)
24. Нимсройланд (122)
25. Оберлашайд (149)
26. Оберлаух (64)
27. Ольцхайм (573)
28. Орленбах (207)
29. Питтенбах (92)
30. Пронсфельд (969)
31. Прюм (5 341)
32. Роммерсхайм (635)
33. Рот-Прюм (455)
34. Шёнеккен (1 571)
35. Швирцхайм (426)
36. Зайверат (148)
37. Зеллерих (307)
38. Валлерсхайм (750)
39. Ватцерат (429)
40. Ваверн (303)
41. Вайнсхайм (1 041)
42. Винринген (67)
43. Винтершайд (154)
44. Винтершпельт (815)

Управление Шпайхер
1. Аув-на-Килле (162)
2. Байлинген (373)
3. Херфорст (1 139)
4. Хостен (191)
5. Оренхофен (1 317)
6. Филипсхайм (112)
7. Прайст (708)
8. Шпангдалем (809)
9. Шпайхер (3 134)